# Gemmula rosario
Gemmula rosario é uma espécie de gastrópode do gênero Gemmula, pertencente a família Turridae.